# باول تود
باول تود (بالإنجليزية: Paul Todd)‏ (8 مايو 1920 بميدلزبرة في المملكة المتحدة - 1 أكتوبر 2000) هو لاعب كرة قدم بريطاني (وحمل سابقاً جنسية المملكة المتحدة لبريطانيا العظمى وأيرلندا) في مركز مهاجم داخلي. لعب مع بلاكبيرن روفرز ونادي دونكاستر روفرز وهال سيتي ونادي كينغز لين ونادي بوسطن يونايتد.